# Helgeandshuset, Stockholm

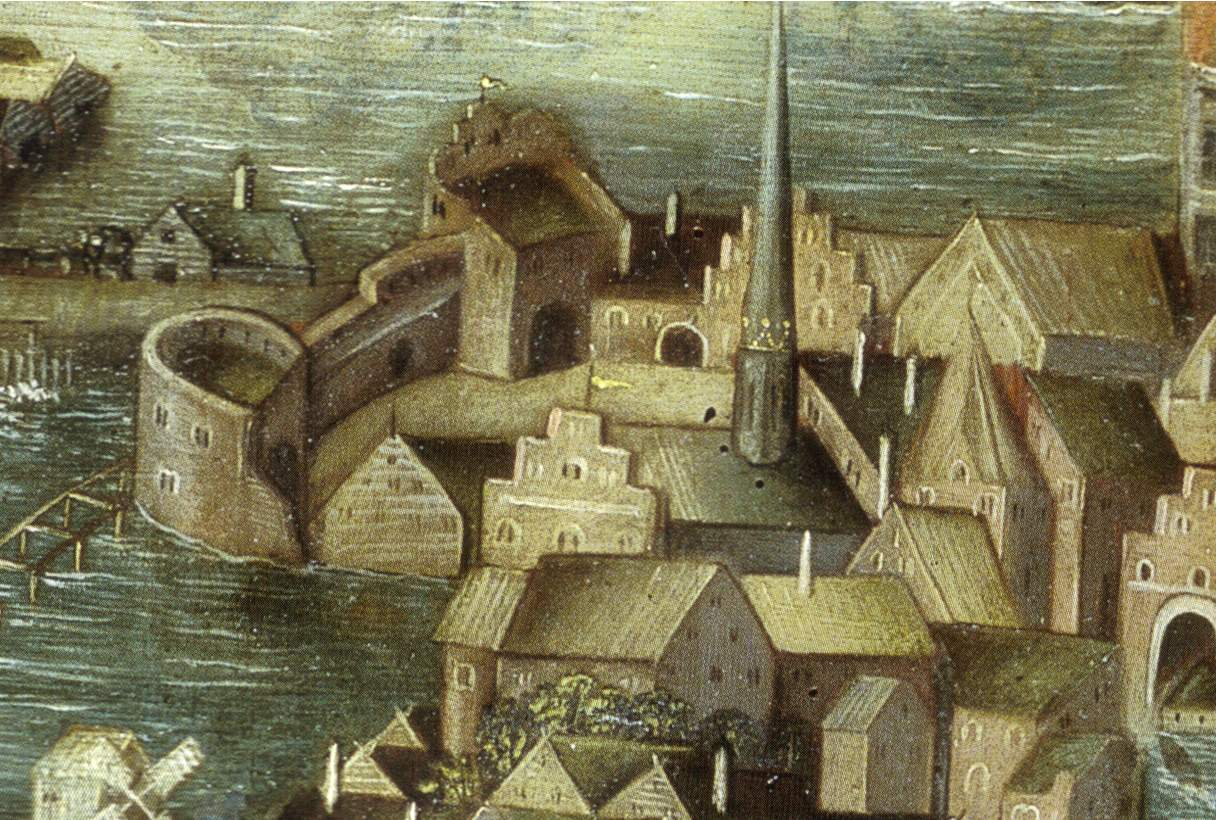
Helgeanshuset skymt av Gråbrödraklostrets takryttare på Vädersolstavlan 1535.

Helgeandshuset i Stockholm var ett medeltida helgeandshus - Helige andes hus - (en medeltida form av sjukhus och ålderdomshem) som låg på Helgeandsholmen. Byggnaden stod kvar till omkring 1604 och gav namnet till ön "Helgeandsholmen".

## Historik

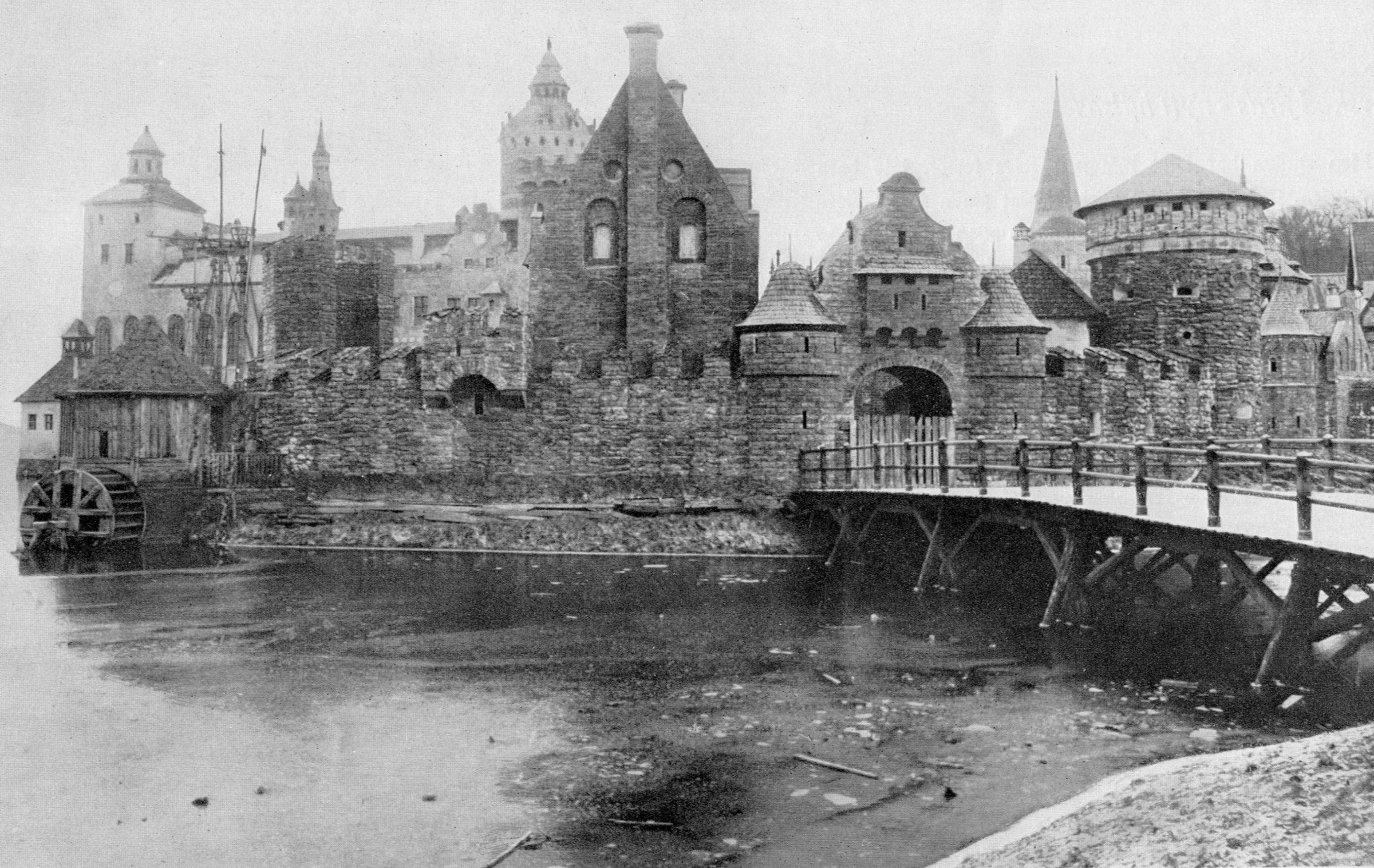
Helgeandshuset i kulisstaden "Gamla Stockholm" 1897.

Helgeandshuset i Stockholm omnämns för första gången 1301, men huset antas vara byggt några år tidigare.  Stockholms helgeandshus var med all sannolikhet det andra i Sverige, uppfört efter Visbys helgeandshus (före 1288), men före Uppsalas (1302).  
Stockholms helgeandshus var beläget på Helgeandsholmens östra sida, direkt innanför Yttre Norrport, på den plats där Riksdagshuset ligger. Huset finns delvis avbildat på Vädersolstavlan. Helgeandshuset visas på tavlan som ett trappgavelhus med flera sidobyggnader. Konstnären har dock målat Riddarholmen felaktigt så att gråbrödraklostrets kyrka i förgrunden ser ut att vara belägen på Helgeandsholmen. När tavlan målades hade husets verksamhet redan flyttats till Gråbrödraklostret på Gråmunkeholmen. Dit hade även Sankt Görans hospital flyttats, och tillsammans kallades nu båda institutionerna "Hospitalet". Verksamheten flyttades till Danvikens Hospital på order av Gustav Vasa 1551. Helgeandshusets gamla byggnad stod kvar till omkring 1604.
Helgeandshusets uppgift var att ta emot två mycket olika kategorier av människor. Den ena gruppen var förmögna åldringar, som fick kost, logi och omvårdnad till sin död. För den tjänsten betalade de en engångssumma, som motsvarade ungefär värdet av ett stenhus. Den andra gruppen var fattiga och sjuka personer, som lämnade sina eventuella tillgångar till Helgeandshuset och sedan vårdades på husets bekostnad till sin död.
På Stockholmsutställningen 1897 visades en rekonstruktion av Helgeandshuset i den populära utställningsdelen Gamla Stockholm.

## Utgrävningar
Under åren 1978 till 1981 utfördes en omfattande utgrävning av Helgeandsholmen. Platsen blev känd under namnet Riksgropen. De arkeologiska utgrävningarna gav en stor mängd föremål, som båtar och ben från människor och djur. Bland alla lämningar som framkom fanns också en kyrkogård som tillhört det medeltida Helgeandshuset. Själva Helgeandshusets läge kunde inte definieras på grund av att anläggningen fanns där Riksdagshuset står idag. Men ett omfattande skelettmaterial (1339 skelett) grävdes fram på den kyrkogård som låg i anslutning till Helgeandshuset.

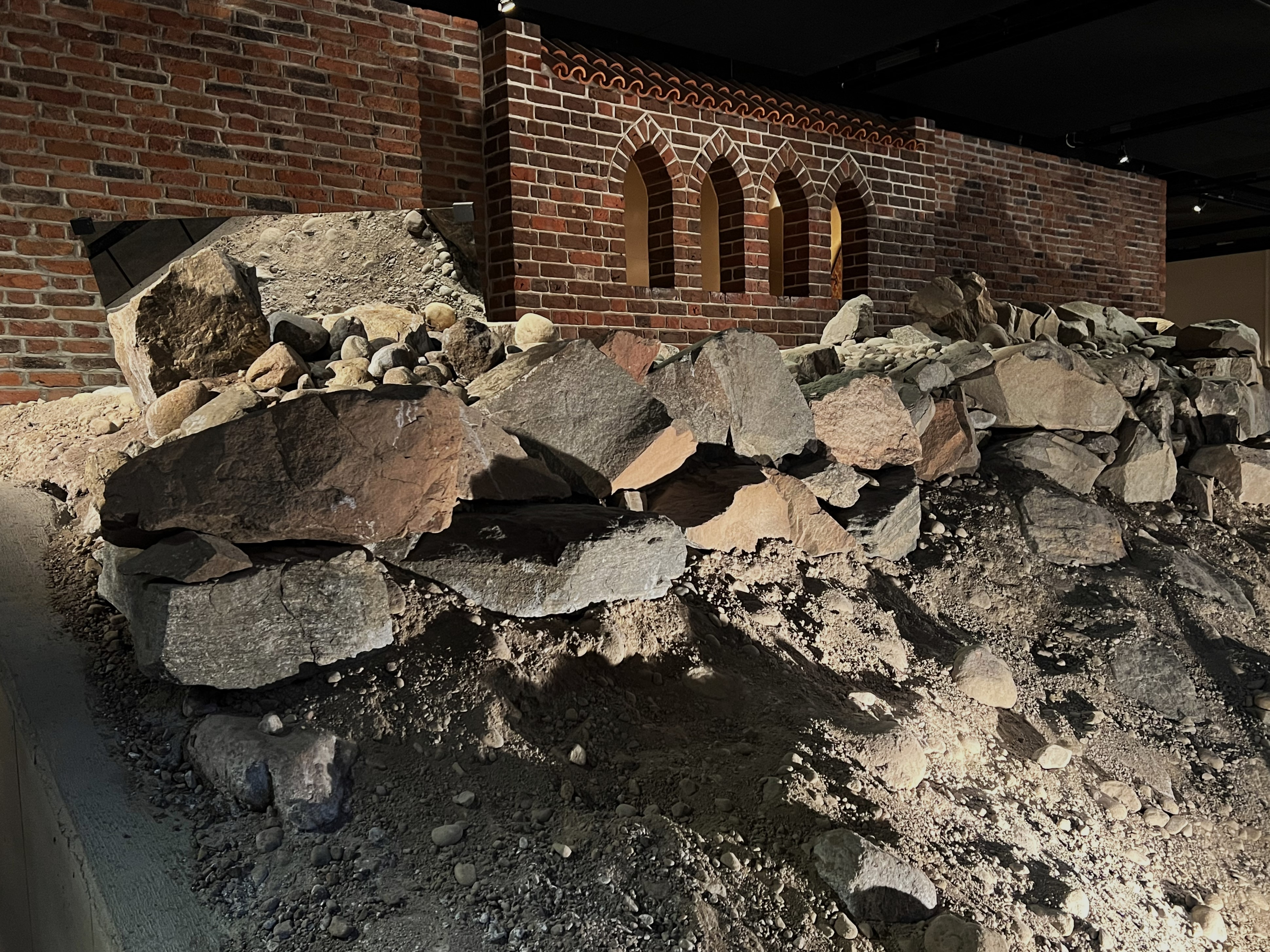
Kallmur på fornminnet Helgeandshusets kyrkogård i Medeltidsmuseet under Norrbro på Helgeandsholmen i Stockholm, 2023
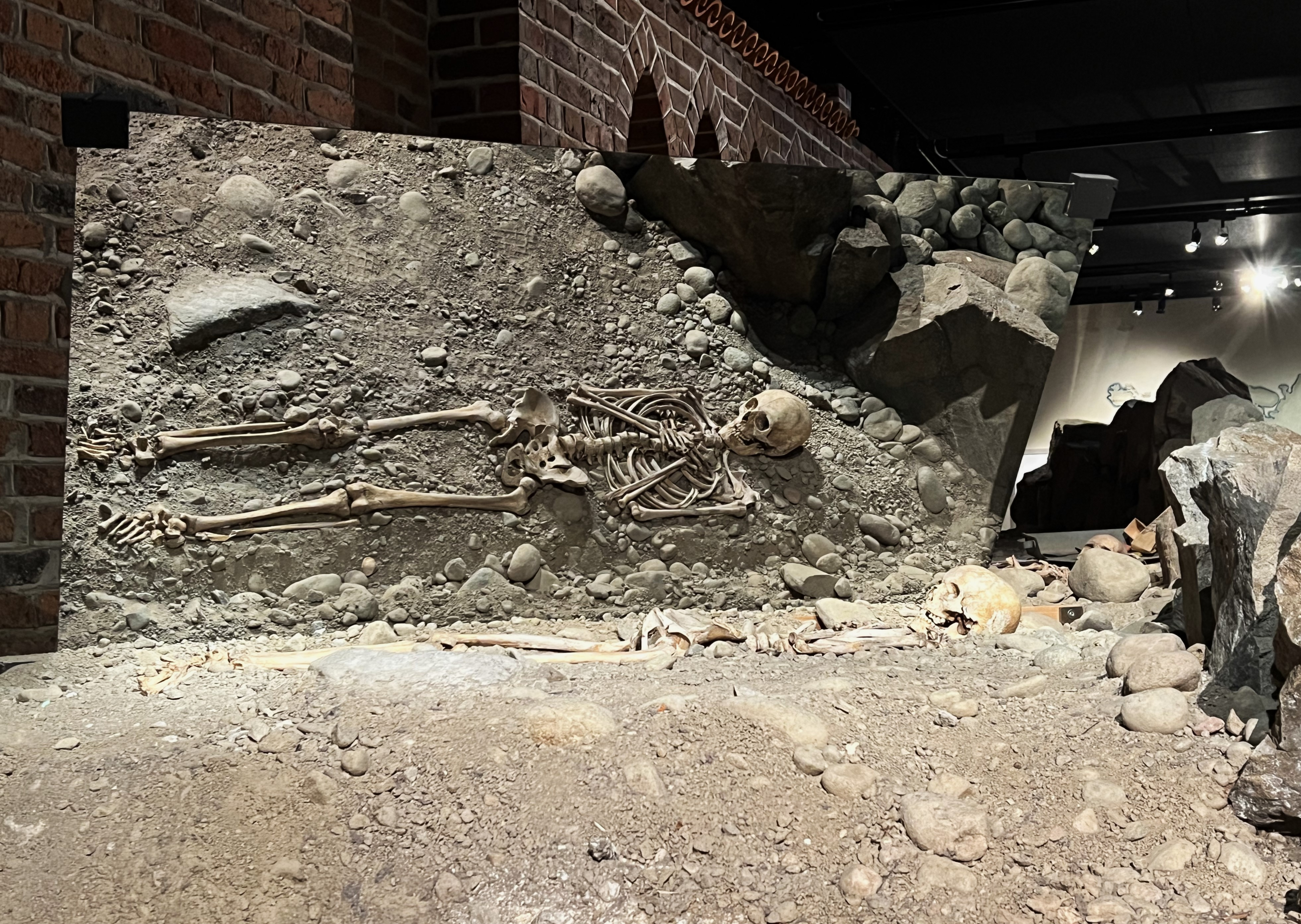
Kyrkogården i Medeltidsmuseet, 2023
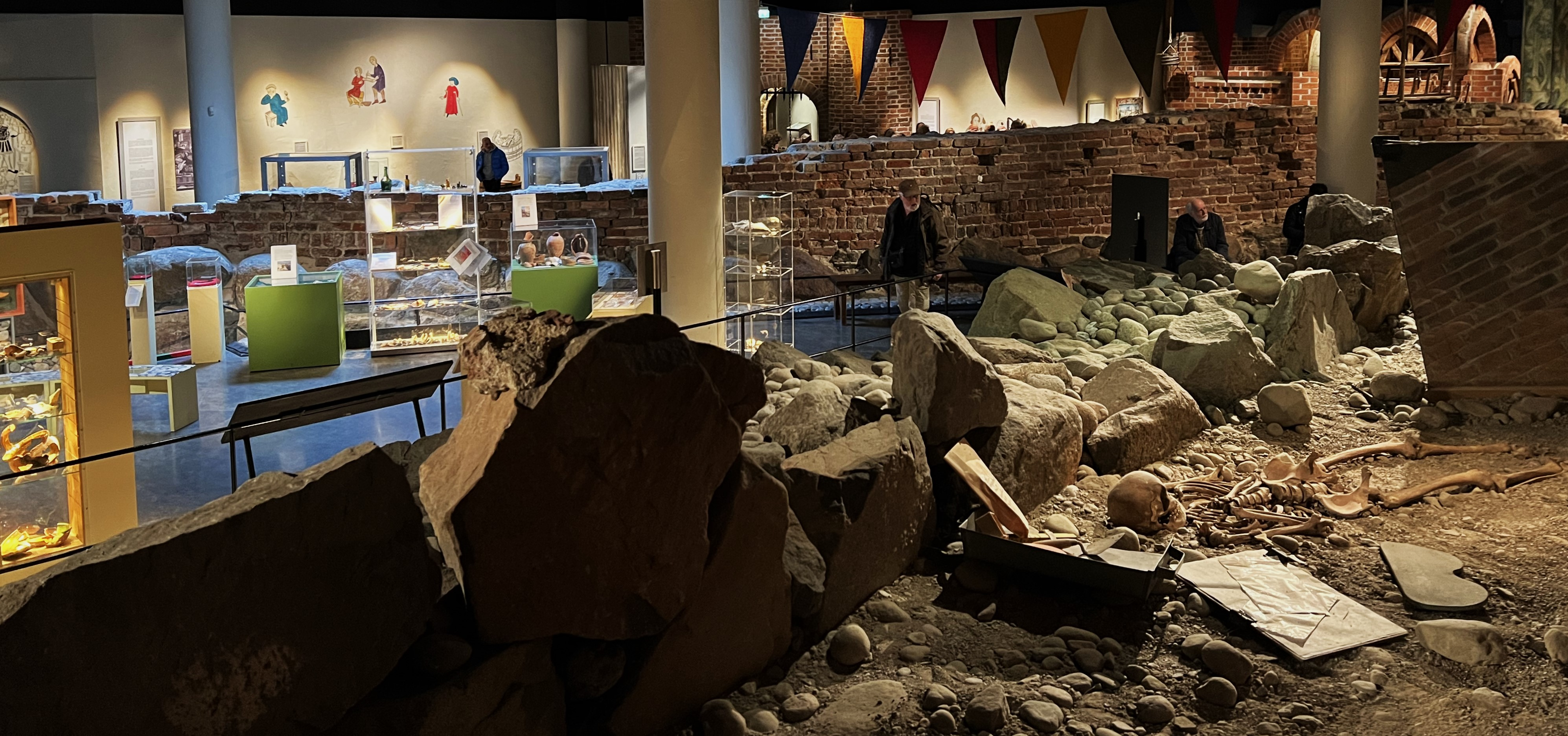
Kyrkogården i Medeltidsmuseet, i bakgrunden delar av Gustav Vasas stadsmur från 1530
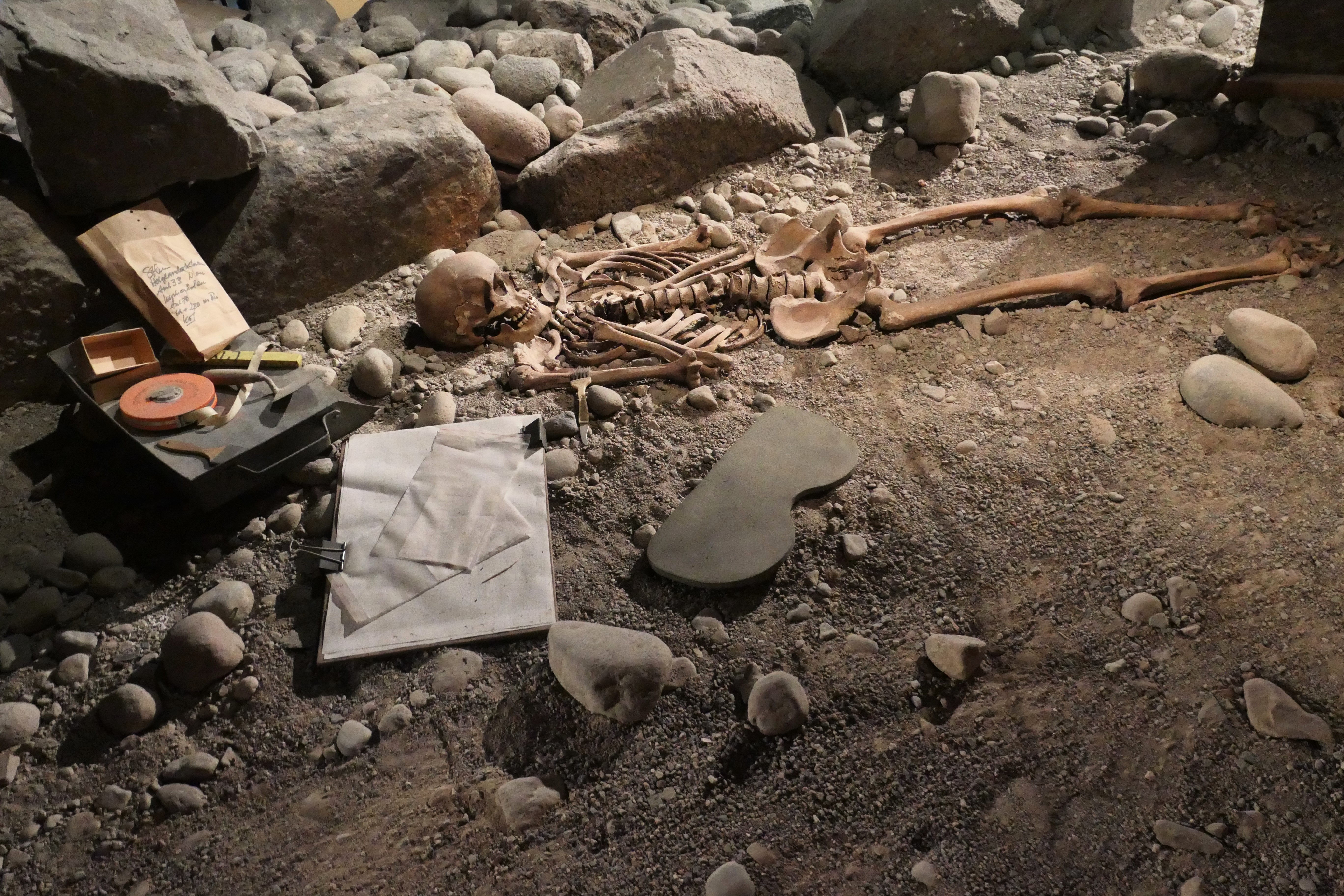
Kyrkogården i Medeltidsmuseet, 2023